# Miloš Pantović
Miloš Pantović (født 7. juli 1996) er en tysk-serbisk professionel fodboldspiller, som spiller for Jupiler Pro League-klubben KAS Eupen.

## Baggrund
Pantović blev født i München til forældre fra Serbien.

## Klubkarriere

### Bayern München
Pantović begyndte sin karriere hos Bayern München, hvor han debuterede for andetholdet i 2014. Han debuterede for førsteholdet i oktober 2015, i en Bundesliga-kamp imod Werder Bremen. Han forblev som en fast mand på reserveholdet over de næste år, men spillede ikke for førsteholdet igen.

### VfL Bochum
Pantović skiftede i maj 2018 til 2. Bundesliga-klubben VfL Bochum på en fri transfer. Han tilbragte fire sæsoner i Bochum, og spillede en vigtig rolle i deres oprykning til Bundesligaen.

### Union Berlin
Pantović skiftede i juni 2022 til Union Berlin.

## Landsholdskarriere
Pantović har repræsenteret Serbien på flere ungdomsniveauer.

## Titler
Bayern Munich
- Bundesliga: 1 (2015-16)
- DFL-Supercup: 1 (2017)

VfL Bochum
- 2. Bundesliga: 1 (2020-21)